# 张淑妃 (齐武帝)
张淑妃（?—?），中国南北朝时期南齐武帝萧赜的嫔妃，封为淑妃。
南朝宋泰始四年（468年）张淑妃为萧赜生下第三子蕭子卿，南朝宋泰始五年（469年）张淑妃为萧赜生下第四子蕭子響。永明八年（490年），萧子响被齐武帝赐死，延兴元年（494年），蕭子卿被权臣萧鸾所杀。